# Cinéma chilien
Le cinéma chilien désigne l'ensemble des activités cinématographiques au Chili, réalisation, production, consommation.

## Histoire
Le cinéma du Chili est assez ancien, car il apparaît dès les années 1900. 
Cependant la culture de la cinématographie se développe surtout depuis les années 1970, avec la fondation d'une cinémathèque nationale et d'un département de cinéma expérimental à l'Université du Chili, qui enseigne le cinéma néerlandais de Joris Ivens : Nuevo Cine Chileno (1955-1973). 
La production de films a été minimale jusqu'en 1967, quand le gouvernement modéré d'Eduardo Frei commença à offrir un soutien économique à l'industrie. Durant cette époque apparaissent des réalisateurs comme Raúl Ruiz (Trois tristes tigres), Aldo Francia (Valparaíso, mi amor) et Miguel Littín (Le Chacal de Nahueltoro). La majeure partie des jeunes réalisateurs se réfèrent a l'Unidad Popular marxiste de Salvador Allende.
La dictature de Pinochet a obligé de fameux cinéastes chiliens à effectuer la majeure partie de leur carrière à l'étranger, tels Alejandro Jodorowsky, Raúl Ruiz ou Patricio Guzmán : La Bataille du Chili, réalisé à la veille du coup d'État du 11 septembre 1973, ne sortira dans son pays qu'en 1996.
En 2004, Mon ami Machuca d'Andrés Wood replace le Chili sur la carte du cinéma mondial. Aujourd'hui, à côté des vétérans Alejandro Jodorowsky (La danza de la realidad, Poesía sin fin) et Patricio Guzmán (Nostalgie de la lumière, Le Bouton de nacre), une nouvelle génération de réalisateurs nés dans les années 1970 agitent le cinéma chilien contemporain et en font, pour la première fois de son histoire, l'un des plus dynamiques d'Amérique latine : Sebastián Lelio (Gloria, Une femme fantastique), Pablo Larraín (Tony Manero, No) ou encore Sebastián Silva (La Nana, Crystal Fairy).

## Personnes
- Réalisateurs chiliens
- Documentaristes chiliens
- Scénaristes chiliens
- Acteurs chiliens
- Actrices chiliennes

### Réalisateurs
- Nicolás Acuña (1972-)
- Ignacio Agüero (1952-)
- Sebastián Alarcón (1949-2019)
- David Albala (1971-)
- Maite Alberdi (1983-)
- Ignacio Aliaga (?)
- Alejandro Amenábar (1972-)
- Alex Anwandter (?)
- Sebastián Araya (1971-)
- Sebastián Arrau (1974-)
- Cristóbal Arteaga (1979-)
- Roberto Artiagoitia (1969-)
- Sebastián Badilla (1991-)
- Cecilia Barriga (1957-)
- Vivienne Barry (1953-)
- Marco Bechis (1955-)
- Eduardo Bertrán (1978-)
- Matías Bize (1979-)
- José Bohr (1901-1994)
- Carlos Borcosque (1884-1965)
- Guadalupe Bornand (1953-)
- Alex Bowen (1967-)
- Sergio Bravo (cinéaste) (es) (1927-)
- Luis Briceño (1971-)
- Inti Briones (1971-)
- Gabriela Bussenius (1887-1975)
- Juan Carlos Bustamante (?)
- Pachi Bustos (?)
- Hernán Caffiero (1980-)
- Silvio Caiozzi (1944-)
- Sebastián Campos (?)
- Sergio Castilla (?)
- Carmen Castillo (1945-)
- Pedro Chaskel (1932-)
- Gregory Cohen (1953-)
- Daniel de la Vega (1964-)
- Alfredo del Diestro (1885-1951)
- Jorge Délano Frederick (1895-1980)
- Claudio di Girolamo (1929-)
- Gabriel Díaz Alliende (1979-)
- Ernesto Díaz Espinoza (1978-)
- Álvaro Díaz González (1972-)
- Manuel Domínguez Cerda (1867-1922)
- Juan Downey (1940-1993)
- Elisa Eliash (?)
- Marco Enríquez-Ominami (1973-)
- León Errázuriz (1968-)
- Juan José Cea Escobar (1983-)
- Daniel Espinosa (1977-)
- Vittorio Farfán (1979-)
- Alejandro Fernández Almendras (1971-)
- Aldo Francia (1923-1996)
- Miguel Frank (1920-1994)
- Alberto Fuguet (1964-)
- Cristian Galaz (1958-)
- Sergio Gándara (?)
- Francisca García (1969-)
- Tatiana Gaviola (1956-)
- Lorena Giachino (?)
- Gian Godoy (1966-)
- Gustavo Graef Marino (1955-)
- Patricio Guzmán (1941-)
- Fernando Guzzoni (1983-)
- Mateo Iribarren (1964-)
- Alfredo Jaar (1956-)
- Cristián Jiménez (1975-)
- Alejandro Jodorowsky (1929-)
- Gonzalo Justiniano (1955-)
- Patricio Kaulen (?)
- Fernando Krahn (1935-2010)
- Fernando Kri (1939-)
- Dunav Kuzmanich (1935-2008)
- Pablo Larraín (1976-)
- Ricardo Larraín (1957-2016)
- Pablo Lavín
- Sebastián Lelio (1974-)
- Marcelo Leonart (1970-)
- Germán Liñero (?)
- Matías Lira (1975-)
- Miguel Littín (1942-)
- Mauricio López Fernández (1956-)
- Nicolás López (1983-)
- Orlando Lübbert (1945-)
- Carmen Luz Parot (?)
- Marilú Mallet (1944-)
- Rodrigo Marín (?)
- Arturo Mario (1880-1943)
- Italo Martínez (1889-1954)
- Gonzalo Maza (1975-)
- Leonardo Medel (1983-)
- Adelqui Migliar (1891-1956)
- Francesc Morales (1985-)
- Lautaro Murúa (1926-1995)
- Luis Oddó Osorio (1865-1899)
- Jorge Olguín (1972-)
- Antonia Olivares (? 1970-)
- Gabriel Osorio Vargas (1984-)
- Bernardo Palau Cabrera (1984-)
- Pedro Peirano (1971-)
- Pamela Pequeño (?)
- Pablo Perelmann (1948-)
- Juan Pérez Berrocal (1898-1988)
- Bettina Perut (1970-)
- Horacio Peterson (1922-2002)
- Pato Pimienta (1967-)
- Boris Quercia (1967-)
- Bernardo Quesney (1989-)
- Héctor Ríos Henríquez (1927-2017)
- Marialy Rivas (1976-)
- Hernán Rodríguez Matte (1972-)
- Martín Rodríguez (1967-)
- Armando Rojas Castro (1896-1968)
- Alejandro Rojas Téllez (1958-)
- Lucio Rojas (1978-)
- Raúl Ruiz (1941-2011)
- Juan Ignacio Sabatini (1978-)
- Marcela Said (1972-)
- Pablo Salas (1955-)
- Cristián Sánchez Garfias (1951-)
- Alberto Santana (1897-1966)
- Valeria Sarmiento (1948-)
- Alicia Scherson (1974-)
- Vanessa Schwartz (1979-)
- Luis Sepúlveda (1949-2020)
- Rodrigo Sepúlveda (1959-)
- Sebastián Sepúlveda (1972-)
- Pedro Sienna (1893-1972)
- Sebastián Silva (1979-)
- Helvio Soto (1930-2001)
- Dominga Sotomayor (1985-)
- Felipe Suau (1991)
- Marcia Tambutti (1971-)
- José Luis Torres Leiva (1975-)
- Sergio Trabucco (1946-)
- Andrea Ugalde (? 1958-)
- Adolfo Urzúa Rosas (1864-1937)
- Patricio Valladares (1982-)
- Angelina Vásquez (1950-)
- Mario Velasco Carvallo (1961-)
- Luis R. Vera (1952-)
- Catalina Vergara (1983-)
- Nelson Villagra (1937-)
- Andrés Waissbluth (1973-)
- Alexander Witt (1952-)
- Andrés Wood (1965-)
- Jorge Yacoman (1988-)
- Nieves Yankovic (1916-1985)
- Ishtar Yasin Gutierrez (1968-)

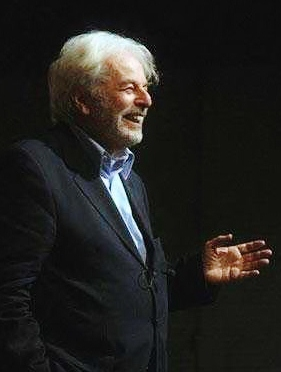
Alejandro Jodorowsky
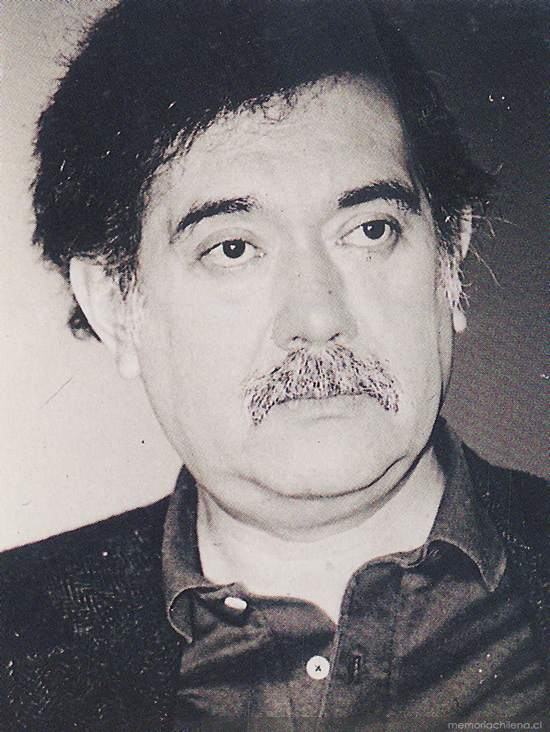
Raoul Ruiz
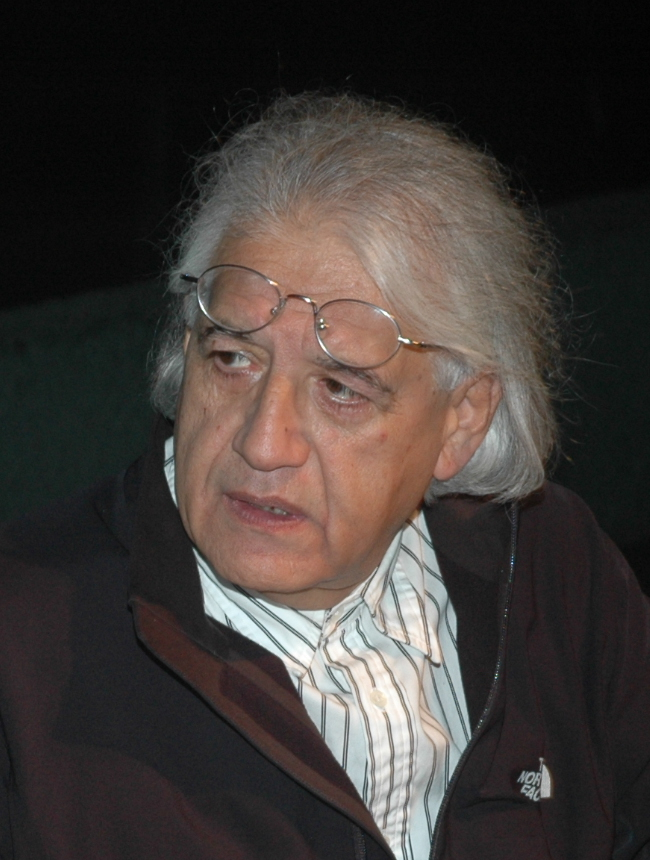
Patricio Guzmán
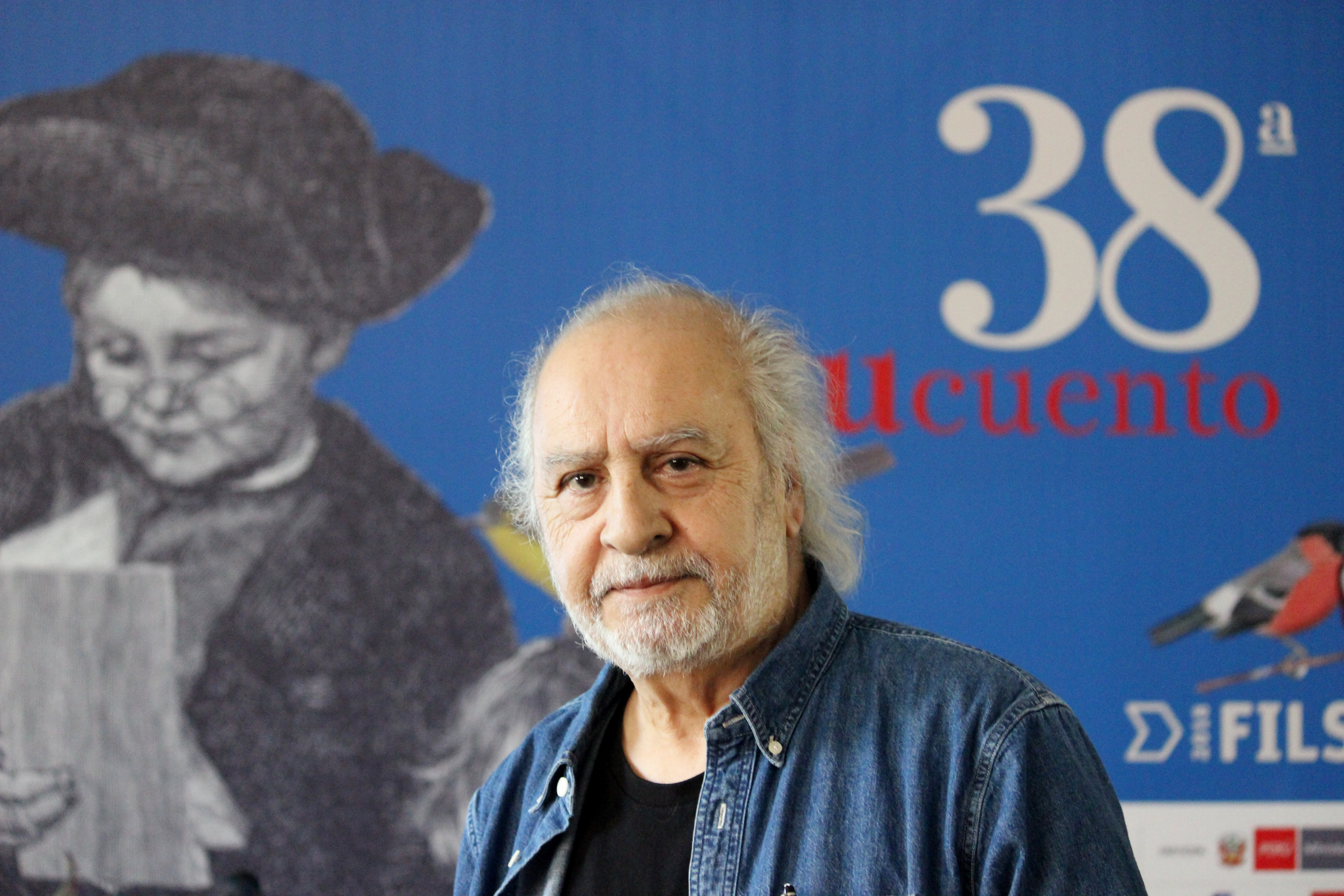
Miguel Littín
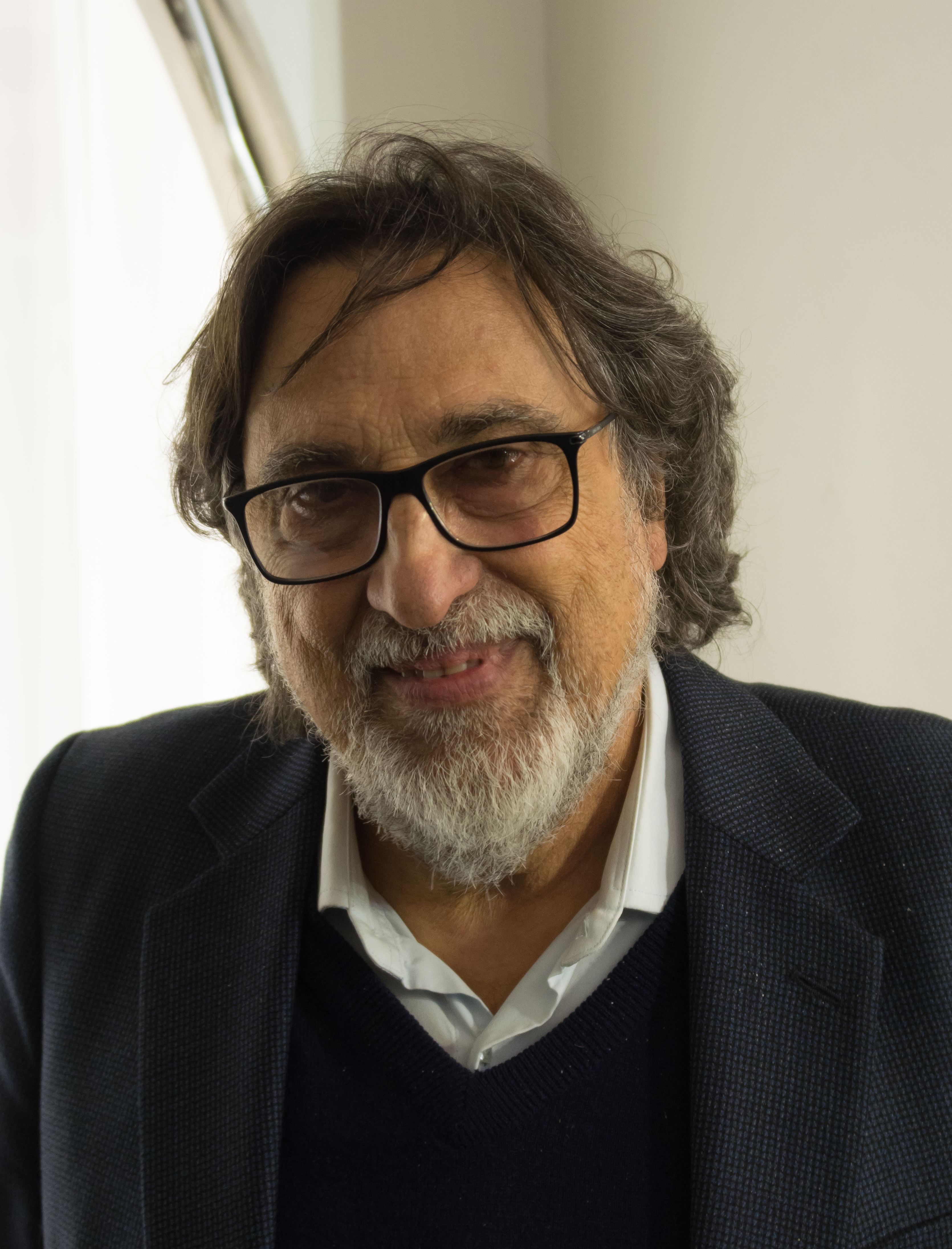
Silvio Caiozzi
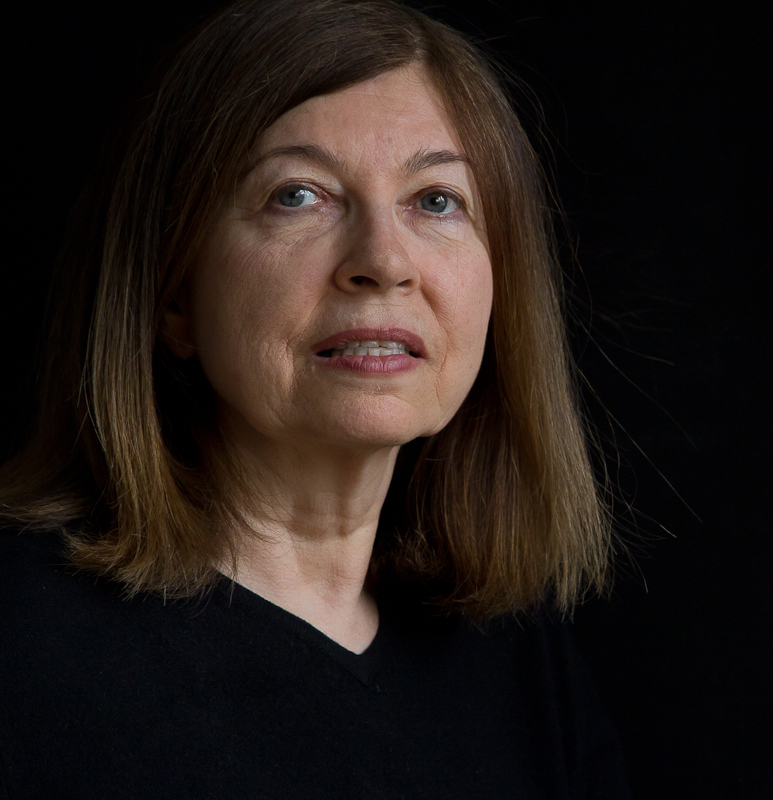
Marilú Mallet
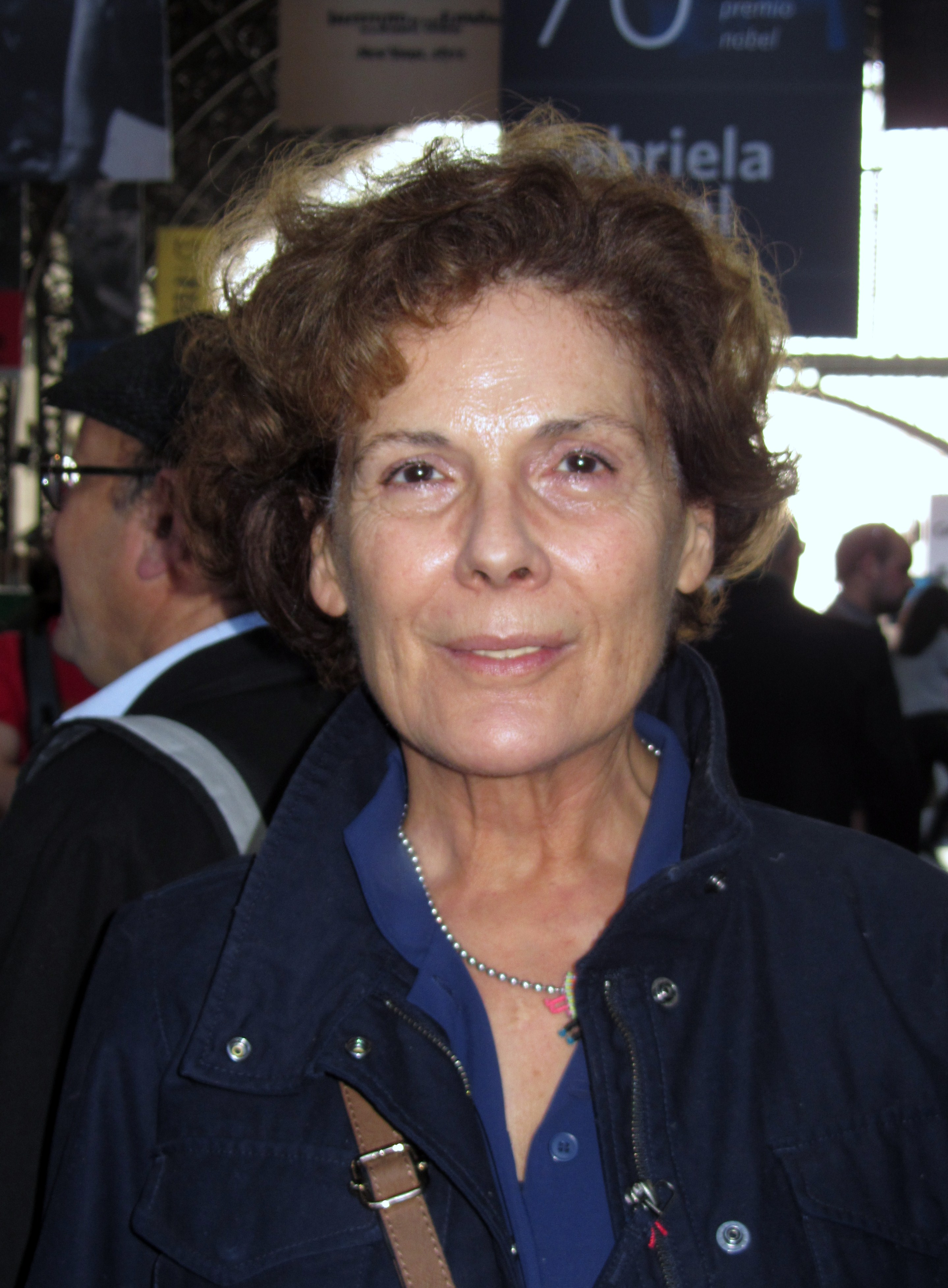
Carmen Castillo
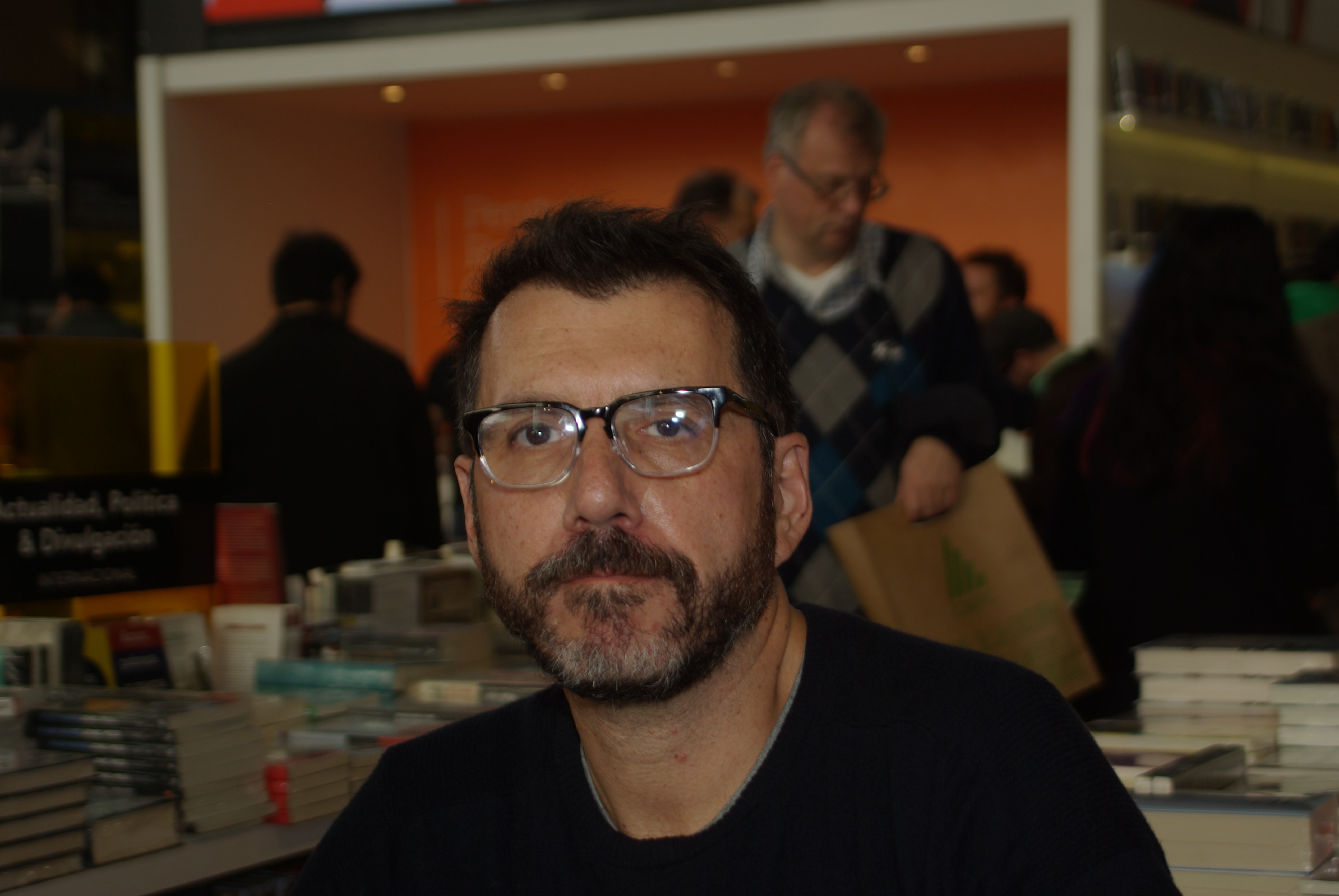
Alberto Fuguet
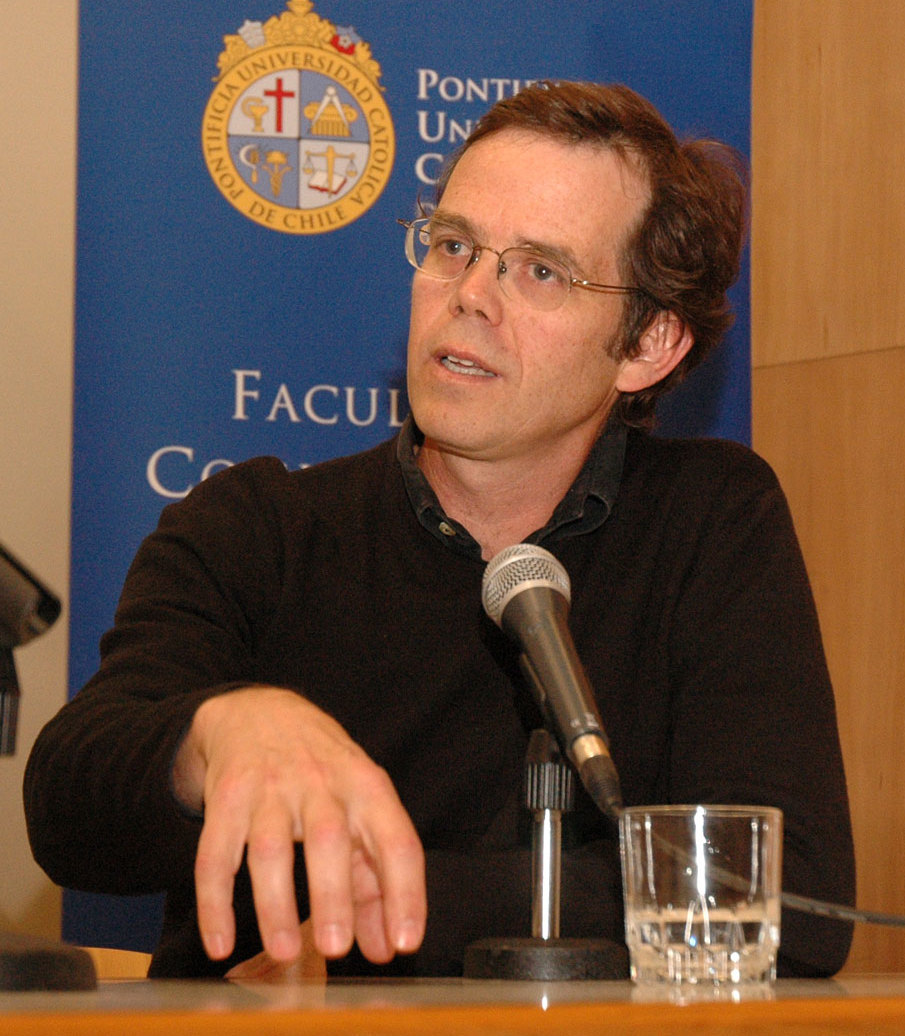
Andrés Wood
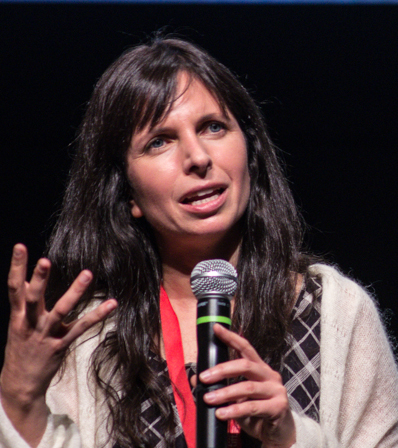
Marcela Said
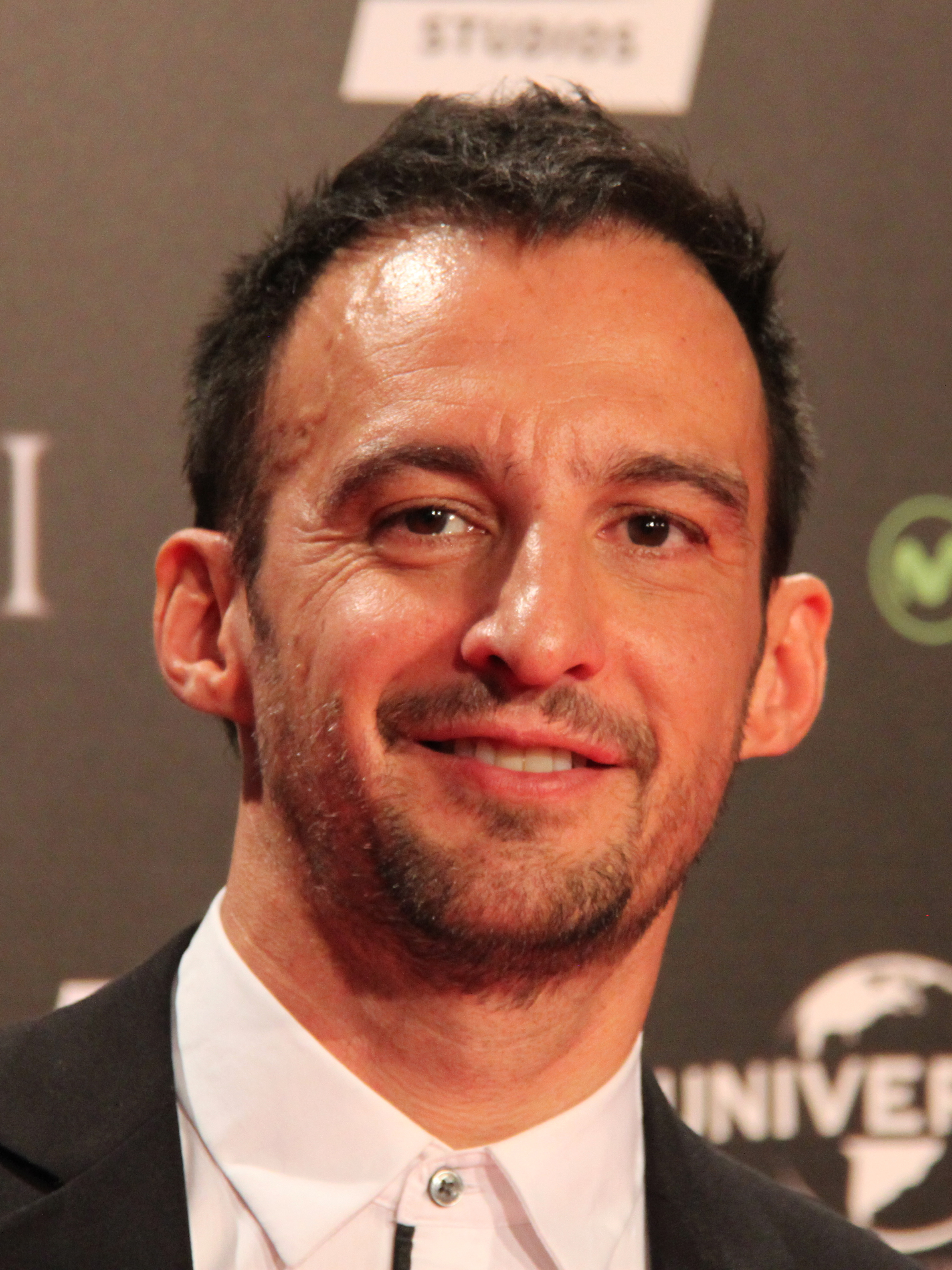
Alejandro Amenábar
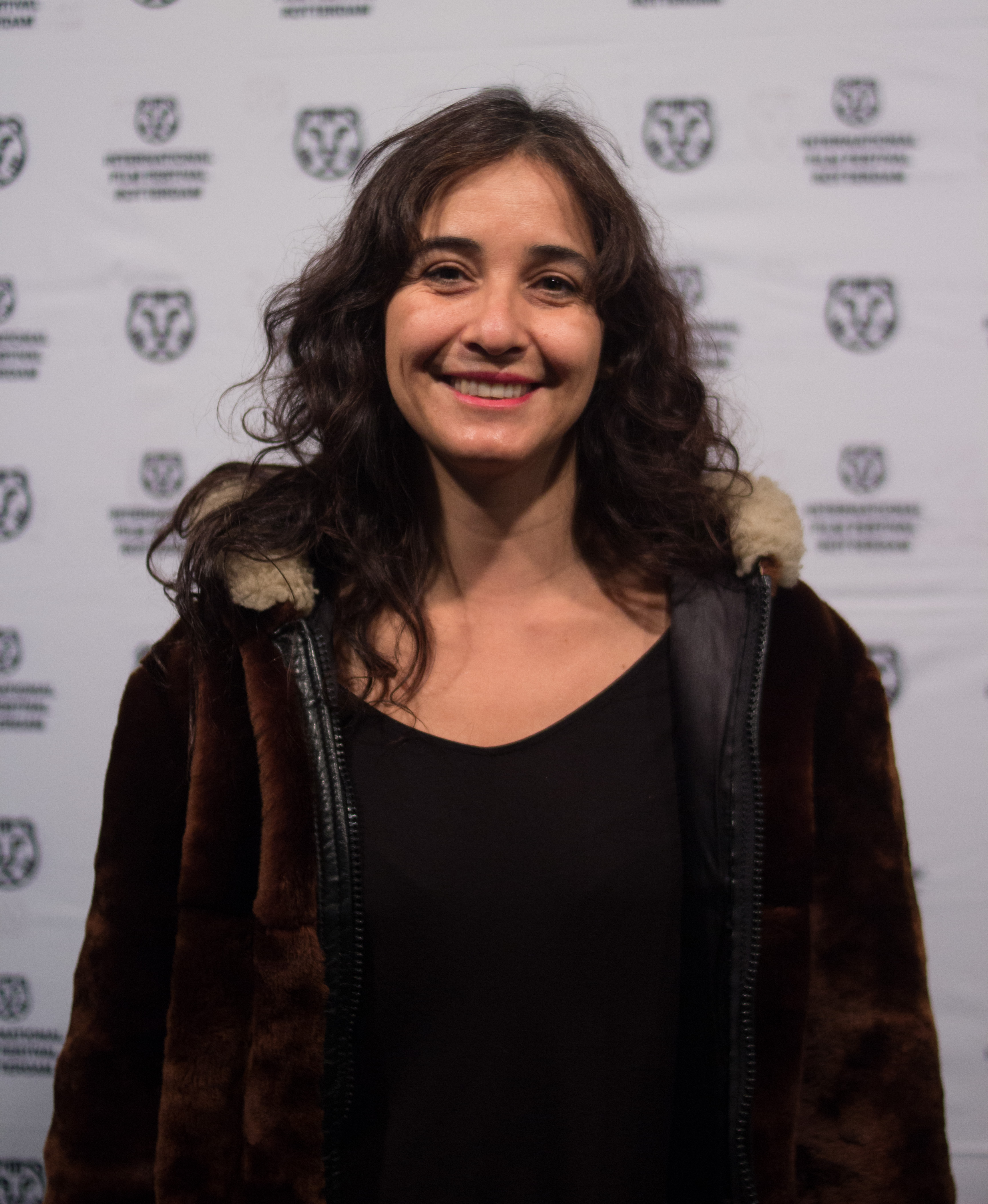
Alicia Scherson
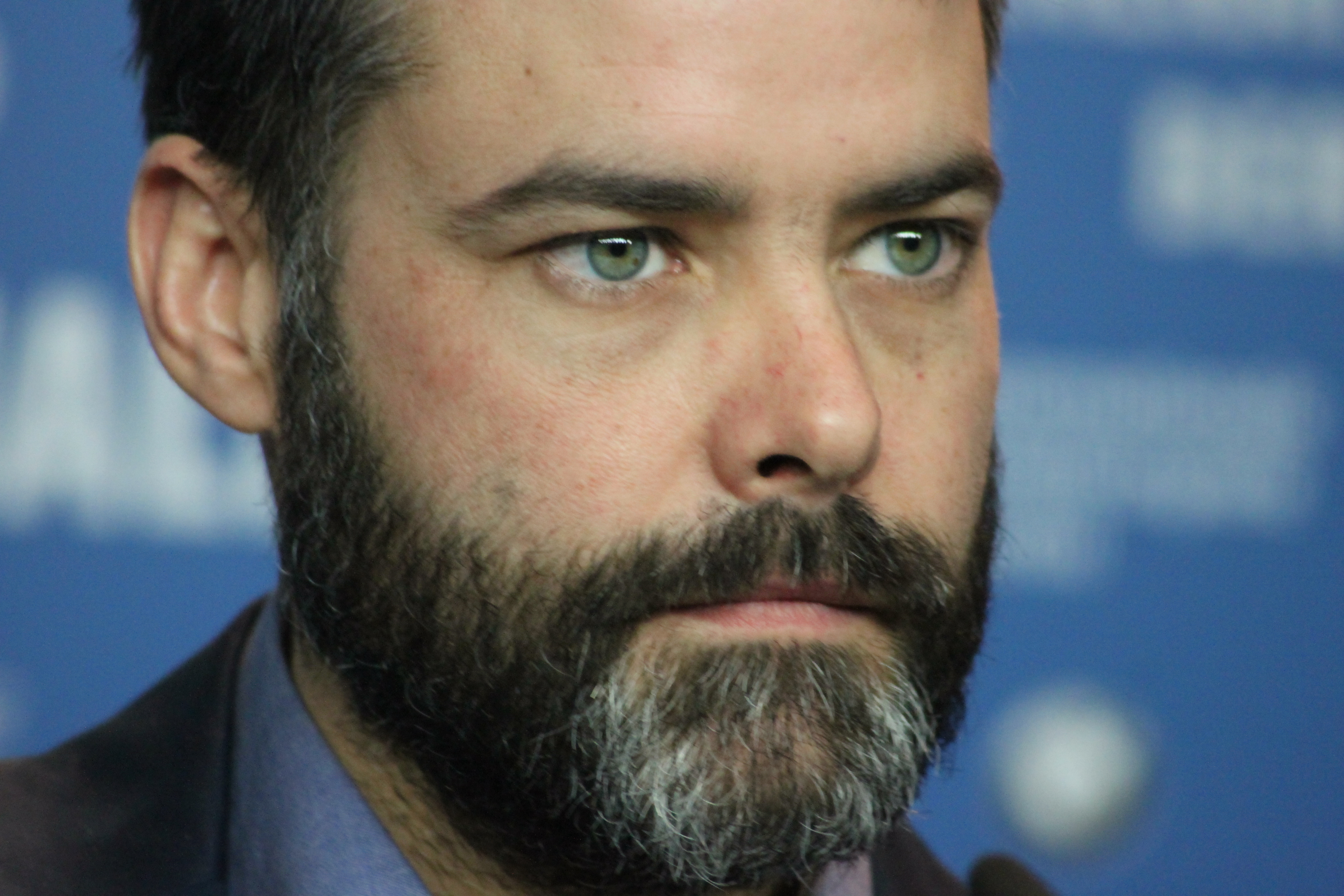
Sebastián Lelio
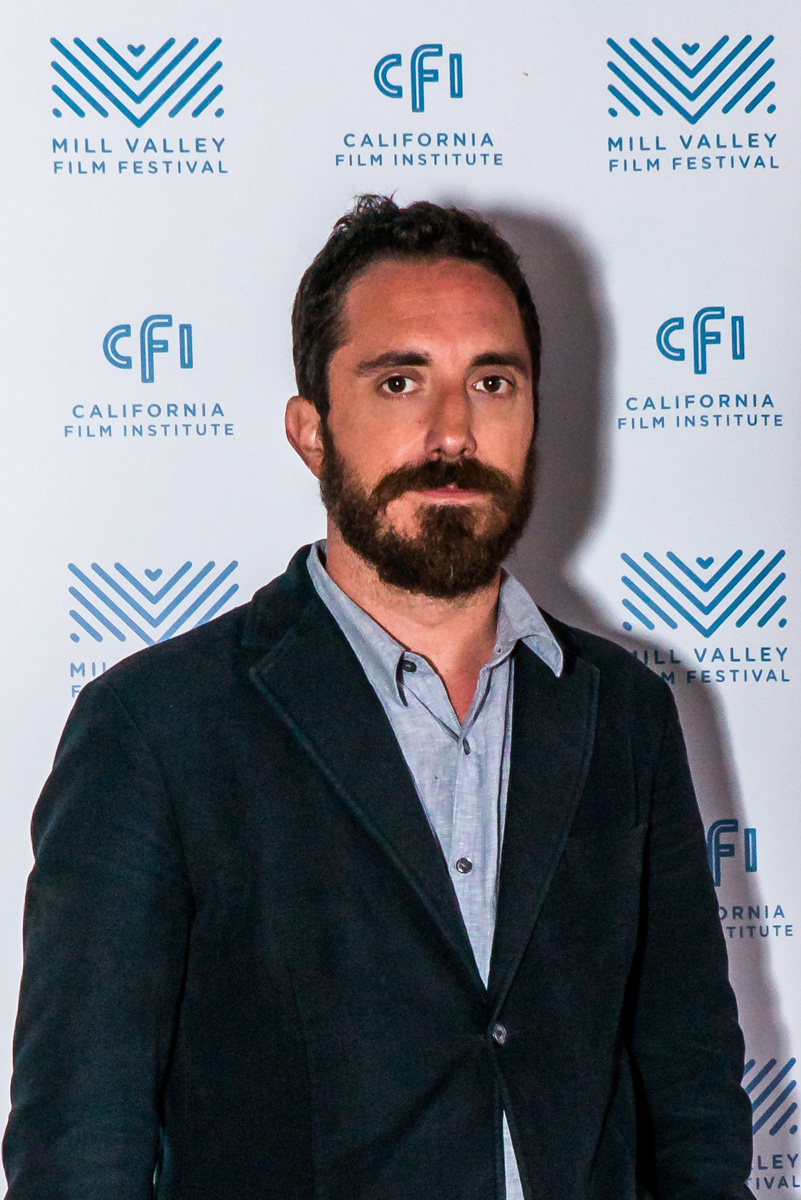
Pablo Larraín
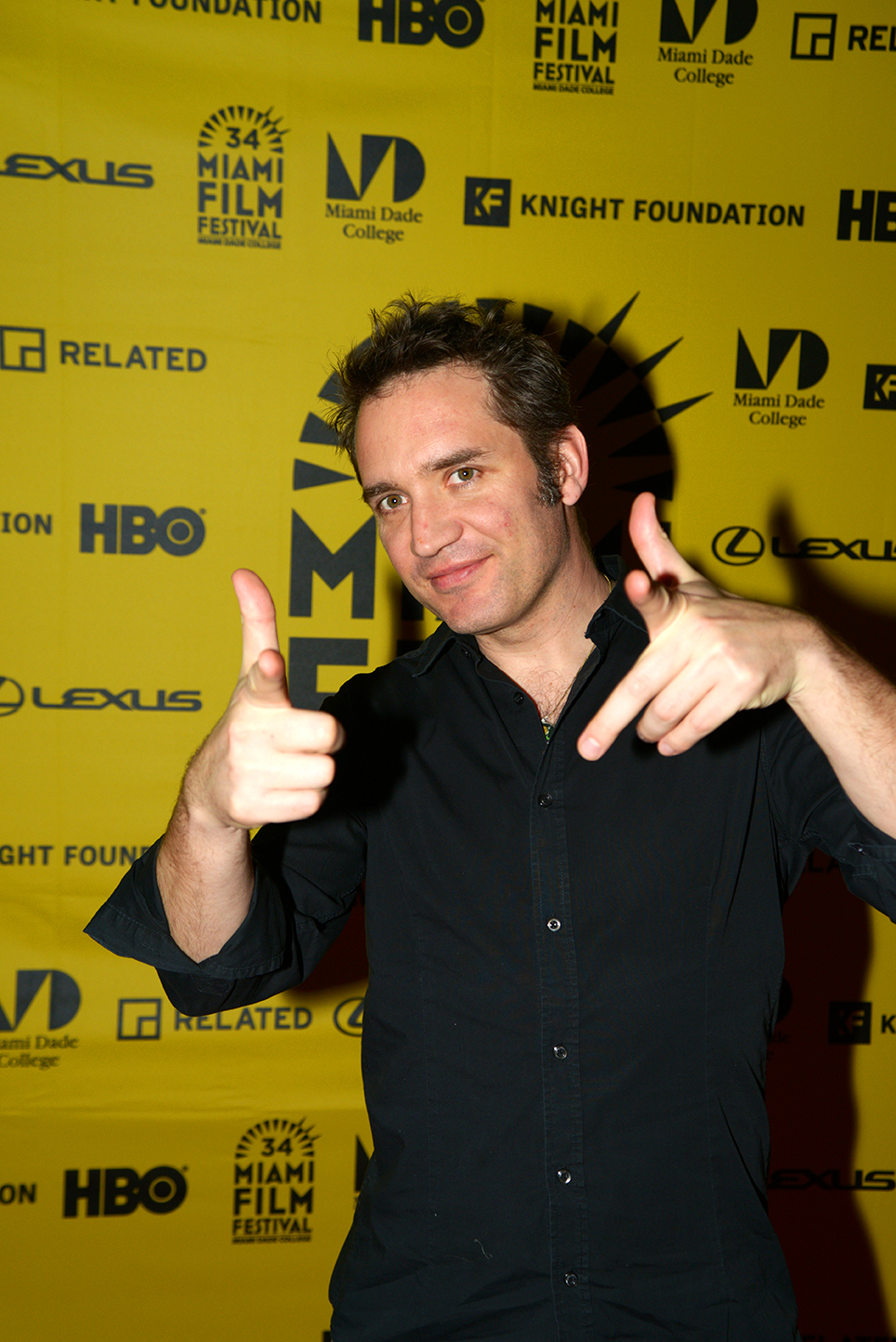
Cristián Jiménez
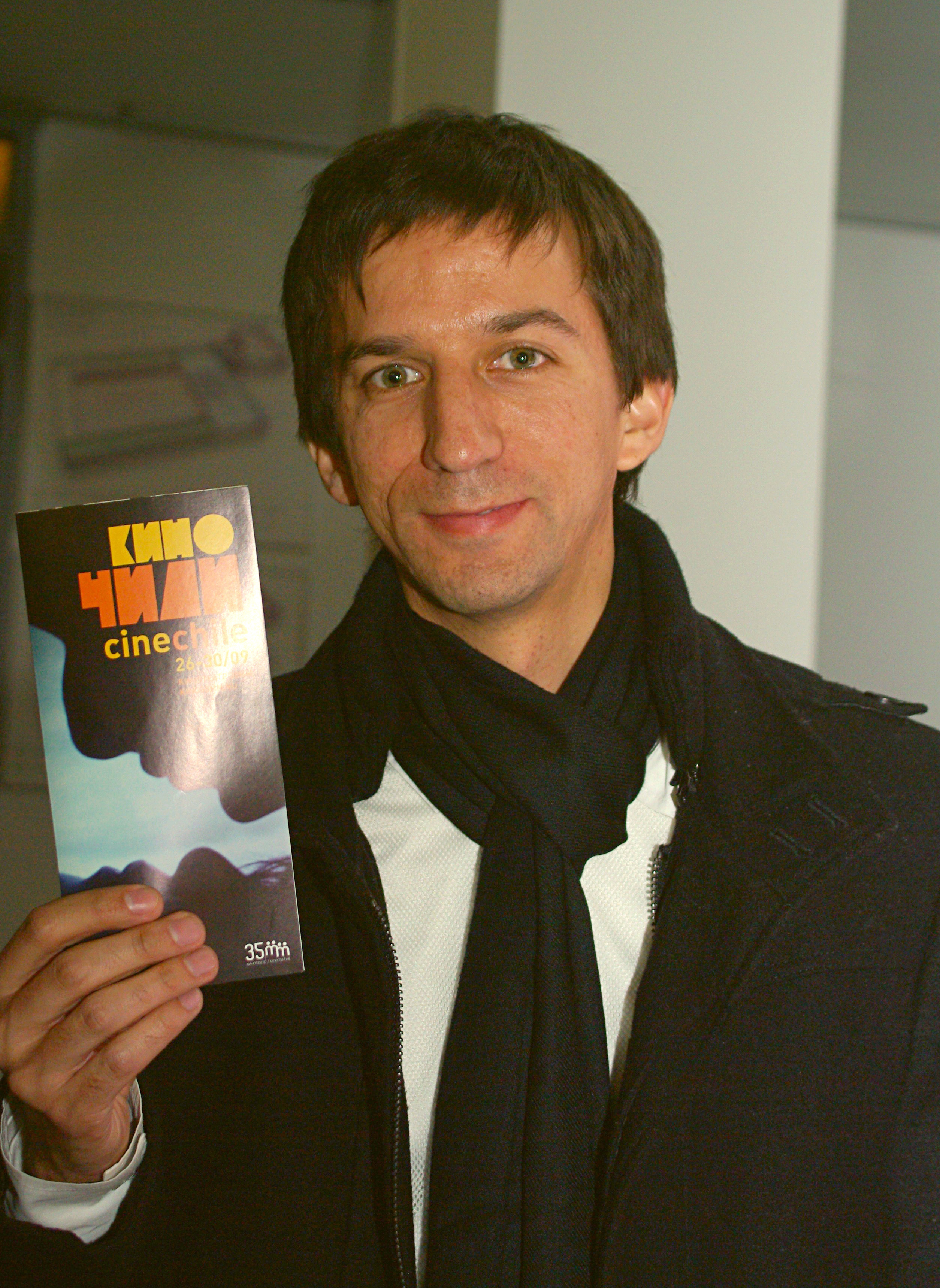
Matías Bize
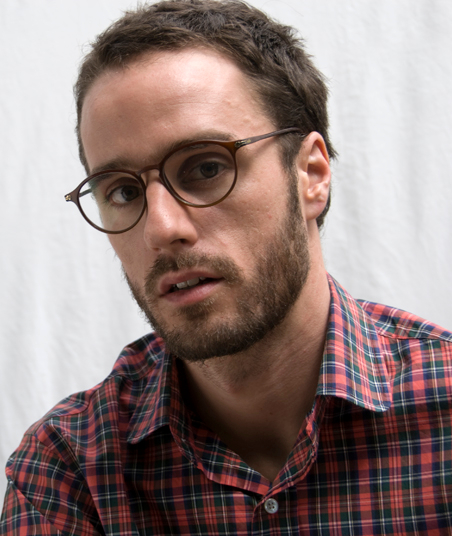
Sebastián Silva
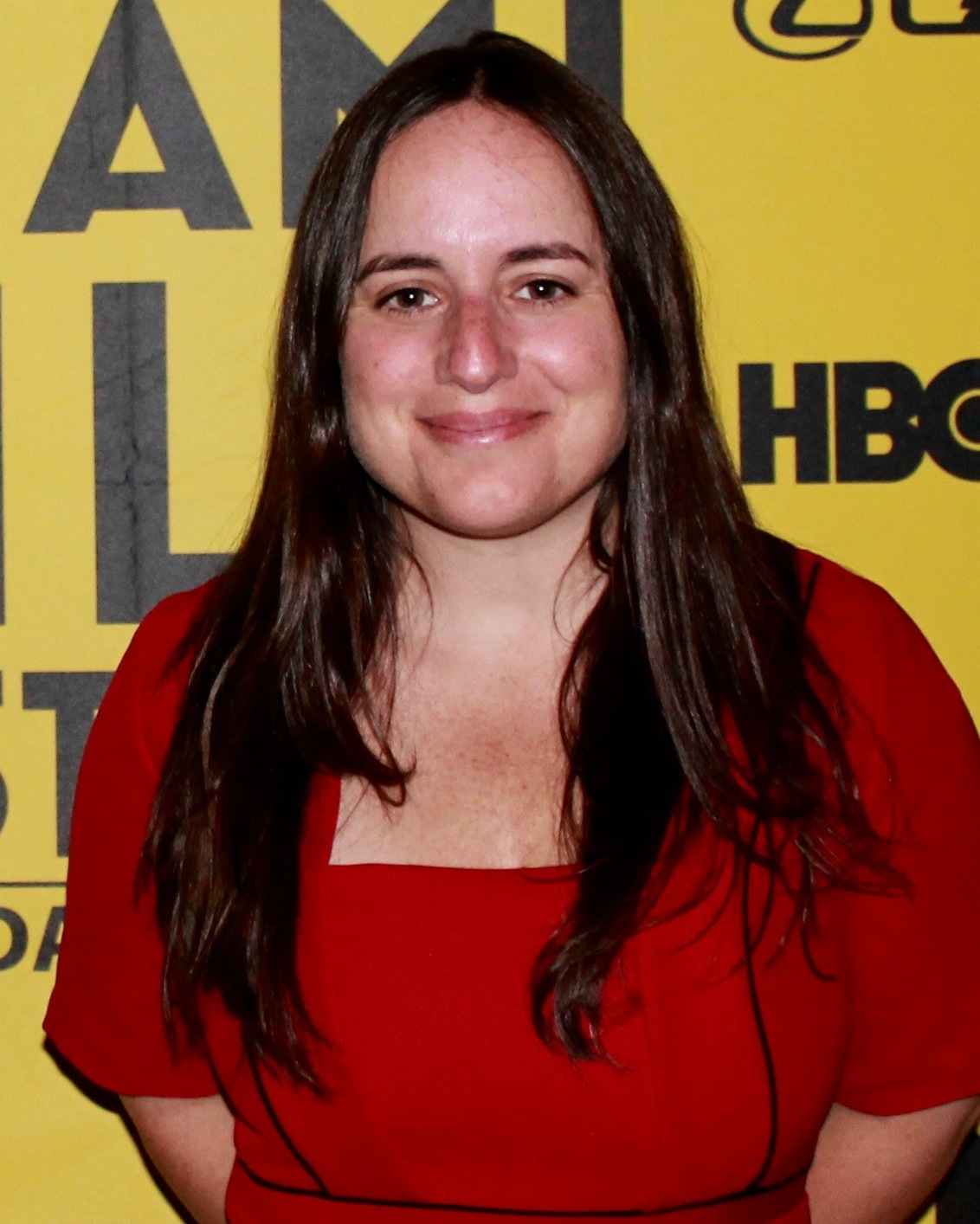
Maite Alberdi

### Actrices
- Tamara Acosta
- Malú Gatica
- Paulina García
- Blanca Lewin
- Manuela Martelli
- Gloria Münchmeyer
- Elsa Poblete
- Leonor Varela
- Daniela Vega
- Antonia Zegers

### Acteurs
- Marcelo Alonso
- Nestor Cantillana
- Alfredo Castro
- Cristián de la Fuente
- Roberto Farias
- Luis Gnecco
- Alejandro Goic
- Daniel Muñoz
- Amparo Noguera
- Francisco Reyes
- Alejandro Sieveking
- Jaime Vadell
- Benjamin Vicuña
- Marko Zaror

## Institutions
- Escuela de Cine de Chile (es) (1995)
- Cinémathèque Nationale du Chili (es) (2006)
- Cinémathèque universitaire du Chili (es) (1961)

### Festivals
- Festivals cinématographiques au Chili (es)

### Distinctions
- Prix Pedro Sienna (es) (audiovisuel chilien, 2006)
- Prix Platino ibéro-américain
- Films chiliens candidats aux Prix Goya (es) (Prix Goya du meilleur film ibéroaméricain)
- Liste de longs métrages chiliens proposés à l'Oscar du meilleur film en langue étrangère

### Revues
- Ecran (es) (1930, depuis 1969 Telecran))
- L'autre ciné (es) (2006)

#### Généralités
- (es) El cine chileno en sus libros. Breve panorama histórico (aperçu historique par David Vásquez, de l'université Diego-Portales de Santiago)
- (es) Cinemateca virtual de Chile (site du Conseil national de la culture et des arts)
- (es) Enciclopedia del cine chileno
- (fr) « Le cinéma chilien : un pari sur le hasard » (article d'Alicia Vega, 13e Festival des 3 continents, novembre 1991)
- (fr) Documentaire : une histoire chilienne (dossier du webmagazine Balises de la Bibliothèque publique d'information)

#### Revues
- Mabuse
- Voraz (revue de l'école de cinéma du Chili)
- La Fuga
- Fuera de Campo
- Analízame
- Racontto
- Civil Cinema
- Bifurcaciones (revue d'études culturelles urbaines)

#### Sociétés de production
- Roos Film (cinéma et télévision)
- Sobras (cinéma et revue en ligne)
- Risas & Risas (cinéma et télévision)

#### Analyses
- (es) Interview d'Alicia Scherson, réalisatrice de Play (Ricardo Greene, « Conversación con Alicia Scherson : La ciudad y las alcachofas », Bifurcaciones no 4, printemps 2005, ISSN 0718-1132)

### Listes et catégories
- (en) Films, Liste de films chiliens (en)
- (en) Réalisateurs, Scénaristes, Acteurs
- (en) Films interdits 1972-2001
- Liste d'acteurs et actrices du Chili (en)